# Sebastian de Souza
Sebastian de Souza, all'anagrafe Sebastian Denis de Souza (Oxford, 19 aprile 1993), è un attore britannico.
Il suo debutto alla sceneggiatura è del 2016 con il film Kids in Love. 

## Biografia
De Souza è nato a Oxford e cresciuto a Boxford, un piccolo paese del Berkshire. Di parziale discendenza Goana, francese e irlandese, ha un fratello maggiore di nome Tristan. Il padre Chris è un maestro di musica classica e produttore d'opera. Principalmente attore di teatro dall'età di 11 anni, de Souza ha maturato la sua esperienza musicale e artistica prima alla scuola preparatoria Brockhurst e Marlston House e in seguito alla St Edward's School di Oxford, dove ha ottenuto ruoli principali in Sogno di una notte di mezza estate, Grandi speranze e Enrico V. Dal 2010 al 2014 è stato membro del National Youth Theatre.

## Carriera
De Souza debutta in televisione all'età di 17 anni, quando entra a far parte del cast principale della quinta e sesta stagione della serie britannica Skins, nel ruolo di Matty Levan. Successivamente, ha interpretato Alfonso d'Aragona nel period drama di Neil Jordan I Borgia, girato integralmente a Budapest. Durante la sua permanenza in Ungheria, de Souza ha co-diretto Evelyne's World, un cortometraggio concettuale sul mito della caverna che vede protagonista Évelyne Brochu.
Nel 2016, De Souza ha ricoperto il ruolo principale di Wes Stewart nella serie televisiva Recovery Road, basata sull'omonimo romanzo di Blake Nelson. L'anno seguente lavora in Italia sul set della seconda stagione de I Medici, dedicata a Lorenzo il Magnifico, dove interpreta un giovane Sandro Botticelli.
A livello cinematografico de Souza ha esordito al fianco di Ed Speleers e Alfie Allen nel thriller d'azione Plastic, scritto e diretto dal britannico Julian Gilbey.
Nel 2016 la sua prima sceneggiatura ha debuttato al cinema in un film prodotto dalla Ealing Studios, Kids in Love, commedia edonistica londinese caratterizzata da un cast di giovani attori esordienti fra i quali Alma Jodorowsky e Cara Delevingne.
A livello musicale, nel 2011 ha prestato la sua voce nel primo EP del dj duo Cubiq intitolato Say. A scuola ha imparato a suonare il pianoforte e il clarinetto a livello professionale e nel canto raggiunge il range tenorile.
Dal 2012, De Souza è patrono di un fondo di investimento gestito dal Globe Theatre che si occupa di finanziare spettacoli Shakespeariani nelle scuole del Regno Unito. Insieme all'amico Will Poulter, conosciuto sul set di Plastic, ha fondato Good Soil, una società di produzione cinematografica e televisiva. Dal 2014 lavora come brand manager nella compagnia cinematografica di sua creazione chiamata de Souza, che si occupa di aiutare i giovani sceneggiatori a ultimare e realizzare il proprio lavoro.

## Filmografia

### Attore

#### Cinema
- Plastic, regia di Julian Gilbey (2014)
- Kids in Love, regia di Chris Foggin (2016)
- Ofelia - Amore e morte (Ophelia), regia di Claire McCarthy (2018)
- Pixie, regia di Barnaby Thompson (2020)
- Fair Play, regia di Chloe Domont (2023)
- La lista dei miei desideri (The Life List), regia di Adam Brooks (2025)

#### Televisione
- Skins – serie TV, 12 episodi (2011-2012)[17]
- I Borgia (The Borgias) – serie TV, 11 episodi (2012-2013)
- Crossing Lines – serie TV, 1 episodio (2015)
- Recovery Road – serie TV, 10 episodi (2016)
- I Medici (Medici: The Magnificent) – serie TV, 16 episodi (2018-2019)
- The Great – serie TV, 8 episodi (2020)
- Normal People – miniserie TV, puntate 4-5 (2020)

#### Video musicali
- Ondulation – singolo della band Burning Peacocks (2017)[18]

### Sceneggiatore
- Kids in Love – regia di Chris Foggin (2016)

## Teatro (parziale)
- John Gabriel Borkman di Henrik Ibsen, regia di Nicholas Hytner. Bridge Theatre di Londra (2022)

## Doppiatori italiani
Nelle versioni in italiano delle opere in cui ha recitato, Sebastian de Souza è stato doppiato da:
- Alessandro Capra ne I Borgia, The Great, La lista dei miei desideri
- Francesco Trifilio in Kids in Love
- Emanuele Ruzza in Recovery Road
- Daniele Natali in Skins[19]
- Stefano Sperduti ne I Medici
- Raffaele Carpentieri in Normal People